# (73234) 2002 JX32
(73234) 2002 JX32 – planetoida z pasa głównego asteroid okrążająca Słońce w ciągu 5,72 lat w średniej odległości 3,2 j.a. Odkryta 9 maja 2002 roku.